# Ғ

Ғ는 하카스어,카자흐어 등에서 쓰이는 키릴 문자이다.
유성 구개 마찰음 /ʁ/을 나타내는 카자흐어와 우즈베크어에서 사용된다. 모양은 비슷하지만 라틴 알파벳의 F와 관련이 없다. 카자흐어에서 이 문자는 유성 연구개 마찰음 /ɣ/을 나타낼 수도 있다. 우즈벡 라틴 알파벳에서 이 문자는 Gʻ에 해당한다.
이 문자는 아제르바이잔어, 바시키르어, 타직어, 카라칼팍어, 쇼르어, 시베리아 타타르어, 니브흐어에서도 사용된다.
유니코드는 이 문자를 "Ghe with stroke"로 렌더링한다. 이것은 그리스 디가마(Digamma)에서 영감을 받았을 가능성이 있다.

## 컴퓨팅 코드
| 미리 보기      | Ғ                                       | Ғ                                       | ғ                                     | ғ                                     |
| -------------- | --------------------------------------- | --------------------------------------- | ------------------------------------- | ------------------------------------- |
| 유니코드 이름  | CYRILLIC CAPITAL LETTER GHE WITH STROKE | CYRILLIC CAPITAL LETTER GHE WITH STROKE | CYRILLIC SMALL LETTER GHE WITH STROKE | CYRILLIC SMALL LETTER GHE WITH STROKE |
| 인코딩         | 10진                                    | 16진                                    | 10진                                  | 16진                                  |
| 유니코드       | 1170                                    | U+0492                                  | 1171                                  | U+0493                                |
| UTF-8          | 210 146                                 | D2 92                                   | 210 147                               | D2 93                                 |
| 수치 문자 참조 | &#1170;                                 | &#x492;                                 | &#1171;                               | &#x493;                               |

## 같이 보기
- Г
- 카자흐어
- 우즈베크어
- 아제르바이잔어
- 바시키르어
- 카라칼파크어
- 타지크어
- Ҕ
- Ӻ